# Peren (distrikt)
Peren (hindi: पेरेन जिला) er et distrikt i den indiske delstat Nagaland. Distriktets hovedstad er Peren.

## Demografi
Ved folketellingen i 2011 var der 94,954 indbyggere i distriktet. Den urbane befolkningen udgør 15,59 % af befolkningen.
Børn i alderen 0 til 6 år udgjorde 16,03 % i 2011 mod 15,10 % i 2001. Antallet af piger i den alder per tusinde drenge er 940 i 2011 mod 968 i 2001.